# Hirkî, Jovkva
Hirkî (în ucraineană Гірки) este un sat în comuna Potelîci din raionul Jovkva, regiunea Liov, Ucraina.

## Demografie
Componența lingvistică a localității Hirkî
     Ucraineană (100%)
Conform recensământului din 2001, toată populația localității Hirkî era vorbitoare de ucraineană (100%).